# Lennart Andersson (flygförfattare)
Lennart Andersson, född 1952, är en facklitterär författare och lärare i bland annat historia. Han har skrivit ett flertal flyglitterära böcker, särskilt om flyghistoria.